# Michal Ďuriš
Michal Ďuriš (Uherské Hradiště, 1 de junho de 1988) é um futebolista profissional eslovaco que atua como atacante, atualmente defende o Viktoria Plzeň.

## Carreira
Michal Ďuriš fez parte do elenco da Seleção Eslovaca de Futebol da Eurocopa de 2016.